# Internationale Gezondheidsregeling

Logo van de Wereldgezondheidsorganisatie (WHO).

De Internationale Gezondheidsregeling of de Internationale Gezondheidsvoorschriften (Engels: International Health Regulations, IHR) zijn een juridisch bindend instrument van het internationaal recht dat als doel heeft te beschermen tegen de internationale verspreiding van ziekten, die te voorkomen, in te dijken, en de volksgezondheid te vrijwaren op manieren die in verhouding staan tot, en beperkt blijven tot de risico's voor de volksgezondheid, waarbij een onnodige inmenging in het internationale verkeer en de internationale handel wordt voorkomen. De voorschriften werden, in overeenstemming met artikelen 2 en 22 van het Statuut van de WHO, goedgekeurd op de 58e Algemene Vergadering van de Wereldgezondheidsorganisatie op 23 mei 2005, en zijn gepubliceerd in het Arabisch, Chinees, Engels, Frans, Russisch en Spaans.

## Geschiedenis
De oorsprong van de Internationale gezondheidsvoorschriften gaat terug tot de 19e eeuw, toen de Franse regering vanaf 1851 een reeks Internationale Sanitaire Conferenties organiseerde om de internationale quarantainevoorschriften bij pandemieën te standaardiseren. Het betrof toen vooral de verspreiding van cholera, pest en gele koorts.
In 1948 werd de Wereldgezondheidsorganisatie opgericht en die publiceerde in 1951 de eerste voorschriften ter voorkoming van infectieziekten, de International Sanitary Regulations. Die hadden betrekking op zes infectieziekten die aanleiding gaven tot quarantaine: cholera, pest, terugkerende koorts, pokken, tyfus en gele koorts. De voorschriften werden in 1969 herzien, vanaf toen onder de Engelse benaming International Health Regulations. In 1973 werden de regels inzake cholera aangepast en de pokken van de lijst geschrapt.
In 1995 werd besloten de voorschriften uit 1969 te herzien, vanwege de intussen gebleken tekortkomingen:
- op de lijst van aan te geven ziekten ontbraken nieuwe infecties zoals ebola en zika;
- te grote afhankelijkheid van officiële kennisgeving door de staten
- gebrek aan een formeel internationaal gecoördineerd mechanisme om de internationale verspreiding van ziekten te voorkomen
- te rigide maatregelen belemmerden het intussen sterk toegenomen internationale verkeer (reizen en handel).

## Huidige voorschriften (IHR)
De herziening leidde in 2005 tot de huidige voorschriften (IHR 2005) die in werking zijn getreden op 15 juni 2007. De reglementering is bindend voor de 196 staten die partij zijn, waaronder alle 194 lidstaten van de WHO. Zo is onder de IHR 2005 kennisgeving vereist voor alle gebeurtenissen die een noodsituatie in de volksgezondheid van internationaal belang kunnen vormen.

## Medische noodsituatie (PHEIC)
Bij ernstige epidemieën kan de WHO een internationale medische noodsituatie uitroepen, in het jargon een Public Health Emergency of International Concern of PHEIC.
Een dergelijke medische noodsituatie wordt in de IHR 2005 gedefinieerd als: een buitengewone gebeurtenis die met zekerheid een risico inhoudt voor de volksgezondheid in andere landen - als gevolg van de internationale verspreiding van ziekten - en die mogelijk een gecoördineerde internationale reactie vereist. Deze definitie impliceert een situatie die:
- ernstig, plotseling, ongewoon of onverwacht is
- implicaties heeft voor de volksgezondheid buiten de getroffen staat
- mogelijk onmiddellijke internationale actie vereist.

Het uitroepen van de noodsituatie is een formele verklaring van de directeur-generaal, die volgt op overleg in het expertencomité. Daarin zetelen virologen en andere medici, onder wie minstens een uit de lidstaat die de ziekte aangaf. De verklaring wordt om de drie maanden herzien.